# Caspar Schröder

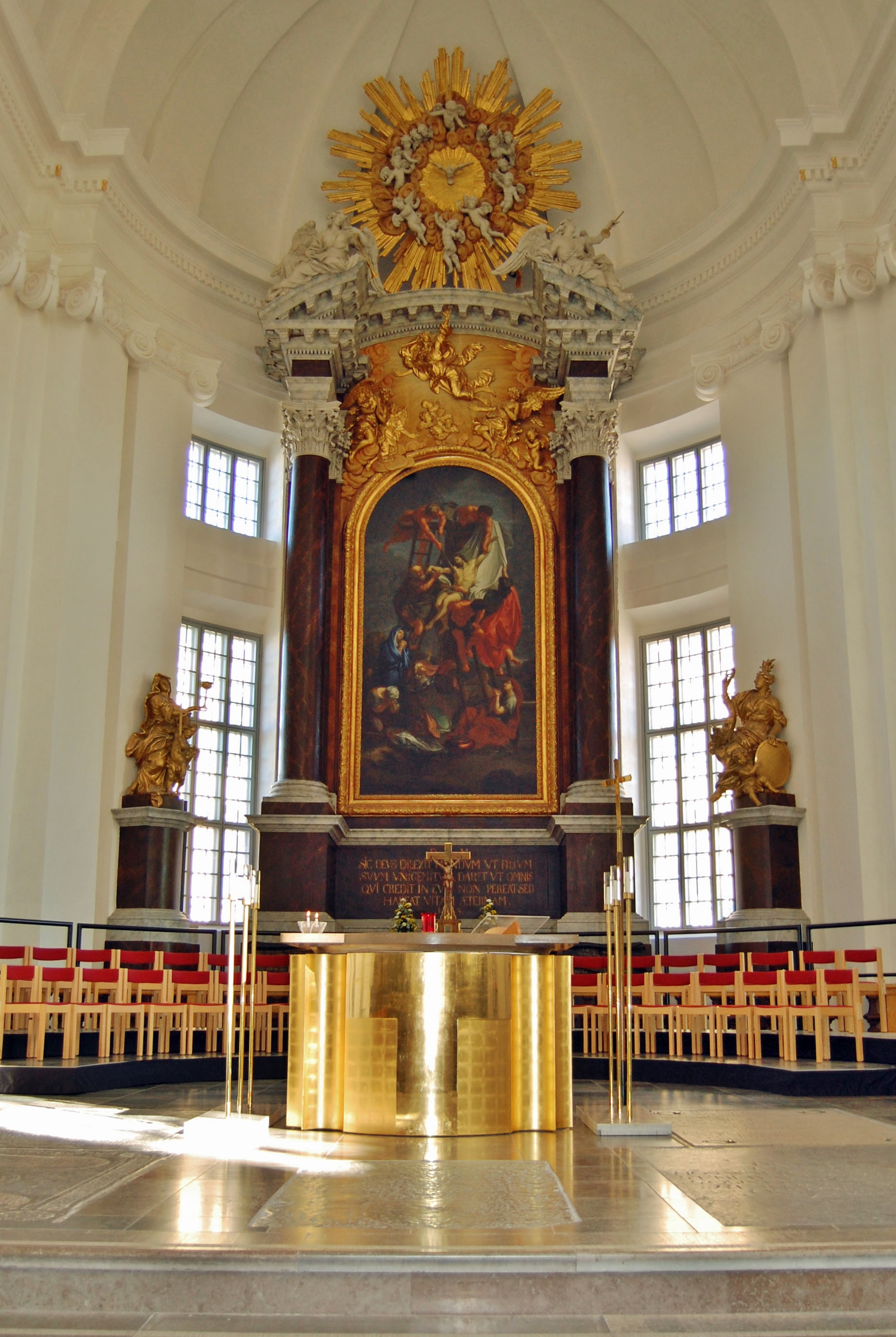
Altaruppsatsen i Kalmar domkyrka. Koret med det guldskimrande altaret var ritat av Nicodemus Tessin den yngre och 1709 påbörjade Caspar Schröder altaruppsatsen med bildhuggeri och efter Schröders död 1710 färdigställdes den av Jacob Sauerberg.

Caspar Schröder, född omkring 1652 på kronohemmanet Tveta, Furuby socken, Kronobergs län i Småland, död hösten 1710 i Stockholm, var en svensk skulptör och hovbildhuggare.
Caspar Schröder var möjligen elev till Burchard Precht, hans arbeten påminner i varje fall om Prechts. Han utförde arbeten vid Ulriksdals slott och Drottningholms slott. I Kungsholms kyrka har han gjort en vacker dopfunt, i Uppsala universitet finns en dekorativ marmorbyst av Karl XI och i Kalmar domkyrka finns ett kraftfullt altarverk. Altaruppsatsen i Kalmar domkyrka är gjord av Caspar Schröder, medan själva altarmålningen är av David von Krafft, dock efter komposition av en italiensk konstnär. Tavlan återger Jesu nedtagande från korset och ska påminna om försoningen. På detta sätt talar altaret om den treenige Gud, Fader, Son och den helige Ande.

## Familjeförhållanden
Han var son till regementes- och amiralitetsfältskären, sedermera borgmästaren i Karlshamn i Blekinge, Christopher Schröder (1628-1699) och hans mor hette Karin. Hans far hade varit fältskär i den svenska armén och hade fått hemmanet Tveta som betalning för sina tjänster och det var där Caspar Schröder föddes. Han hade många syskon, cirka 20, eftersom fadern varit gift fyra gånger, men förutom Caspar är endast brodern Niclas Schröder, som var häradshövding i Roslagen, känd. Modern bodde till år 1661 på Tveta och det var där han växte upp. Hon flyttade då till sin man på varvet i Karlshamn. Det är också sannolikt att det var på varvet som Caspar fick sina första läroår i bildhuggeri med mera bland träsnidarna som arbetade med att utsmycka fartygen. I Karlshamn träffade han också bildhuggaren Åke Truedsson, som bland annat har gjort en rad altaruppsatser.
Schröder gifte sig den 5 april 1687 med Margareta Pedersdotter Korne. Hon var född omkring 1671, död 9 juni 1738 i Stockholm. Hon var dotter till bryggaren Per Olofsson Korne och Anna Nilsdotter Berghem samt senare omgift med kopparslagaren David Betke. Enligt bouppteckning efter Casper Schröder hade makarna två efterlevande döttrar, Sofia och Margareta.

## Utbildning

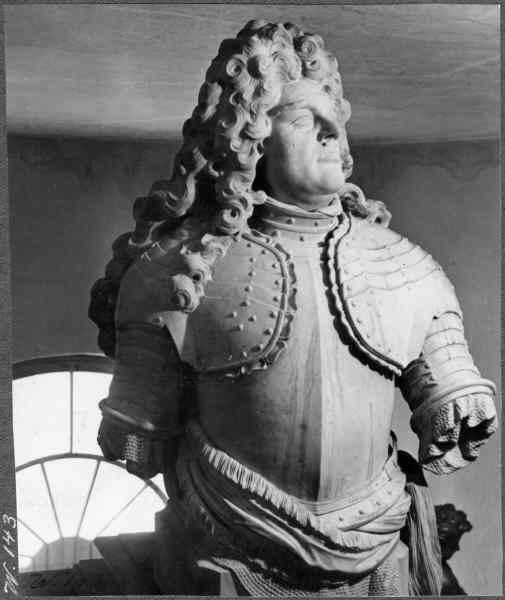
Marmorbyst i Jacob Johan Hastfers gravkor i Västra Vingåkers kyrka av bildhuggaren Caspar Schröder.

Faderns förtjänster i Karlshamn var stora i stadens kommunala och kyrkliga liv. Uppgifterna om Schröders uppväxt och utbildning är knapphändig, men man antar att han gått i lära för någon av bildhuggarna vid skeppsvarvet i Karlskrona. Han reste till Stockholm 1672 för att gå i lära hos bröderna Claes och Henrik Schütz. Caspar finns omnämnd som elev till skeppsbildhuggarna Claes Schütz (Nicolaus, Niklas, Nils) (Schutz, Schütt) och Henrik Schütz (Heinrich, Hinderik) (Schutz, Schütt) i Stockholm. Enligt ett intyg utfärdat 1672 av bildhuggarämbetet i Stockholm antogs Schröder och Didrik Nilsson Walter (Didrik Nilsson Waldt) som lärling hos målaråldermannen Niclas Schultz (Nicolaus, Niklas, Nils) (Schutz, Schütt) med en lärotid om sex år, men eftersom han redan samma år reste utomlands blev utbildningen för Schultz kortvarig. Någon gång under åren 1678-1679 påbörjade han sin gesällvandring, som tog honom utomlands, bland annat till Tyskland, Holland och Frankrike. Först år 1684 återkom han till Sverige och under perioden utomlands försörjde han sig delvis som porträtthuvudskulptör.

## Schröder rekommenderas till tjänst som bildhuggare
Under 12 års tid vistades han i bland annat Frankrike, där han utbildade sig till marmorbildhuggare med porträtt som specialitet. När han återkom till Sverige 1684 bosatte han sig först hos sin far i Karlshamn, där han utförde ett antal marmorporträtt och skulpturer som inte finns bevarade. Hans far skickade en av sin sons skulpturer med en anhållan via brev om en rekommendation till generalguvernören Hans Wachtmeister af Johannishus. Rekommendationsbrevet fungerade uppenbart, för Caspar fick snart en beställning på en marmorbyst. Detta resulterade i att Schröder fick en beställning på en marmorbyst föreställande greve Jacob Johan Hastfer, som numera återfinns i Västra Vingåkers kyrka i Vingåker i Södermanland. Denna beställning öppnade dörren för Schröder.

## Stadsbildhuggare
År 1686 blev Schröder Stockholms stadsbildhuggare och sedan avancerade han till kunglig hovbildhuggare. Schröder arbetade fortfarande ett år efter utnämningen utan gesäller eller lärpojkar i sin ateljé. Det är emellertid relativt litet känt om hans produktion under decenniet efter hans hemkomst från Frankrike, men efter sina 12 års studier på kontinenten fick han sedan arbeta under ett kvartssekel i Sverige. Det är inte känt vilka konstverk han gjorde som stadsbildhuggare, men vi vet att han den närmaste tiden arbetade utan några elever eller gesäller i sin verkstad, vilket var ovanligt. Det saknas ännu uppgifter om vilka olika uppdrag Schröder fick vid utnämningen till stadsbildhuggare 1686, men han var huvudsakligen verksam med dekorativa uppdrag och man vet att han 1692 färdigställde ett antal tavelramar till Ulriksdals slott, och 1693 och åren därefter var han sysselsatt med musslor för Herkulesbrunnen. År 1695 skulpterade Schröder en "högst effektfull" byst i marmor, enligt konsthistorikern Georg Nordensvan, av kung Karl XI, som finns i Uppsala universitet.

## Fontäner i Drottningholms slottspark

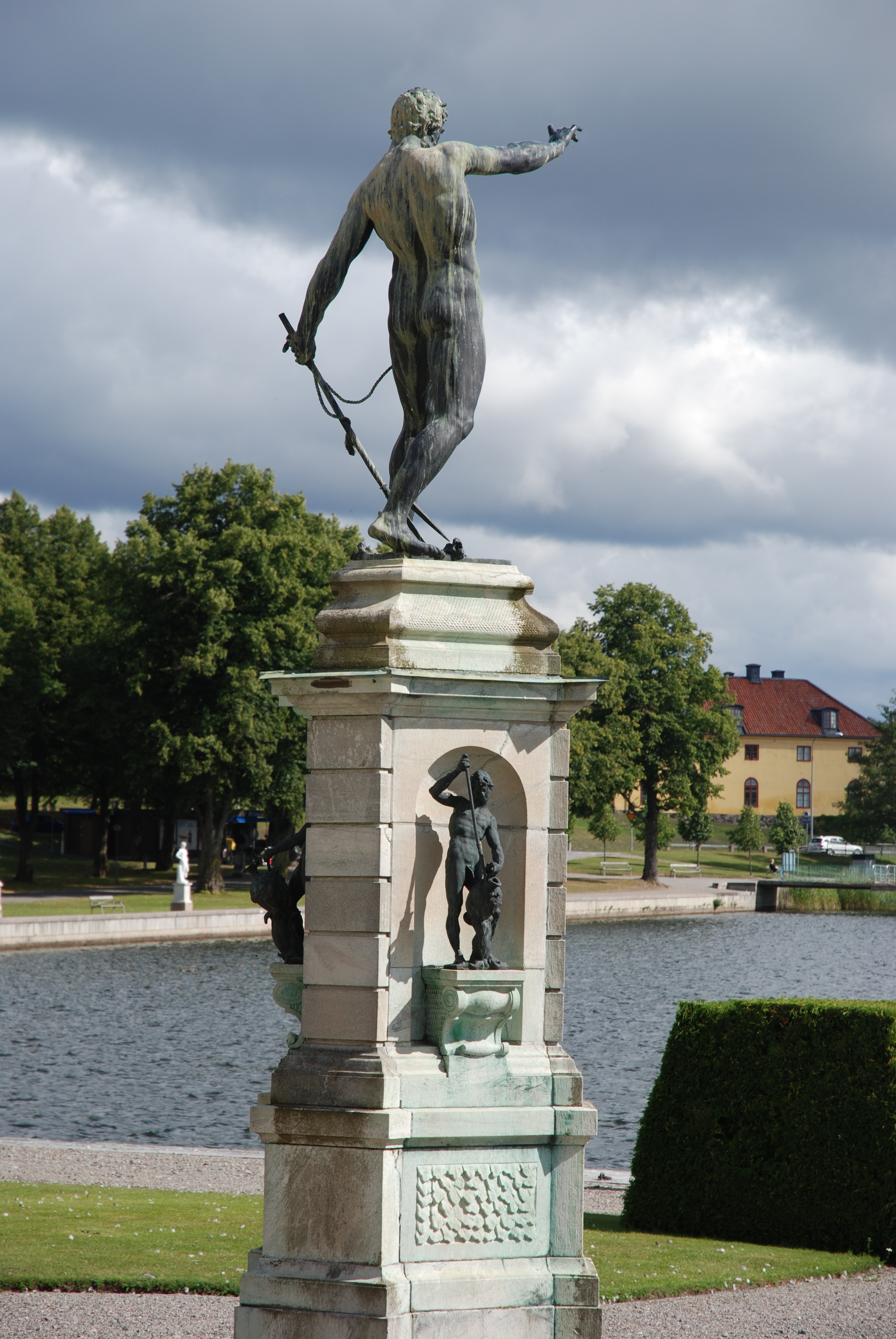
Neptunusfontänen, Neptunus med treudd, sjöparterren på Drottningholms slotts östra långsida.

Därefter var han 1694 sysselsatt med tillverkning av musslor för Herkulesbrunnen, Herkules i strid med draken, i Drottningholms slottspark. Till Herkulesfontänen skulpterade Caspar Schröder fyra exemplar av musslor. Det var under senare delen av 1680-talet som Herkulesfontänen uppfördes och den placerades utefter centralaxeln, mellan parterrerna i barockdelen av Drottningholms slottspark, lustträdgården. Fontänen är en av de mest prominenta konstnärliga utsmyckningarna i parken. Änkedrottning Hedvig Eleonora hade ursprungligen planerat en skulpturgrupp av Nicolaes Millich på denna plats, men ångrat sig innan beställningen fullgjorts. I stället flyttades från 1684 tidigare magasinerade bronsskulpturer av främst Adriaen de Vries, vilka tagits som krigsrov i Prag under trettioåriga krigets slutskede 1648, till Drottningholms slottspark.
I de fyra nischerna på sockeln för Herkulesskulpturen sattes musslor i brons, som ritats av Tessin. Senare ersattes dessa av andra musslor av brons, skulpterade av Caspar Schröder och gjutna 1699, eftersom de ursprungliga visat sig vara för tunga för sockeln. För Herkulesfontänen i Drottningholm placerade Nicodemus Tessin d.y. Herkulesskulpturen på en lägre åttkantig pelare med fyra nischer, utförd med en gråstenskärna och klädd med italiensk och svensk marmor, och komponerade in färre enskilda skulpturer än vad Adriaen de Vries gjort för Augsburgfontänen. Tre exemplar av bronsskulpturen Najad på delfin placerades på bassängkantens fyra hörn. Dessa kom ursprungligen från de Vries' Neptunusfontän på Frederiksborgs slott. I det nordvästra hörnet av bronsskulpturen placerades Venus med barn och svan, som tillskrivits den danske skulptören Claus Lauridsen.
Vid Drottningholms slottspark var Caspar Schröder även sysselsatt med Neptunusfontänen. Det var ett arbete som inte blev fullbordat. Neptunusfontänen på Frederiksborgs slott i Hillerød i Danmark rekonstruerades inte i ursprunglig form för Drottningholms slottspark. Detta var förmodligen med hänsyn till Neptunusfontänens ikonografiska program med förhärligandet av Kristian IV. Tanken var först att uppföra en Neptunusfontän utmed lustträdgårdens längdaxel bortom den av Nicodemus Tessin d.y. komponerade Herkulesfontänen. Skulpturer av Adriaen de Vries, som tagits i Prag 1648, började änkedrottningen Hedvig Eleonora att från 1684 placera ut i Drottningholms slottspark. Att uppföra en Neptunusfontän utmed lustträdgårdens längdaxel bortom den av Nicodemus Tessin d.y. komponerade Herkulesfontän var den första tanken. År 1695 började en åttkantig bassäng att anläggas och den blev klar 1703. År 1706 lämnades ett uppdrag till Caspar Schröder att rita en fontän med Neptunus med treudd som huvudskulptur. Schröder lämnade ett förslag med Neptunus stående på en jonisk kolonn, omgiven av sirener och delfiner. Planerna ändrades och i bassängen placerades i stället fontänen Kronan.
Neptunus med treudd, tillsammans med de ursprungliga småskulpturerna av en flodgud, sattes istället upp på sjöparterren utanför slottets östra långsida mot Mälaren. Den andra av huvudskulpturerna, Fama med lejon, sattes inte ut i Drottningholms slottspark, utan fick sannolikt stanna kvar magasinerad. De tre exemplaren av Najad på delfin placerades som delar av Herkulesfontänen och två av de tre tritonerna blev självständiga fontäner i varsin parterr väster om slottet.

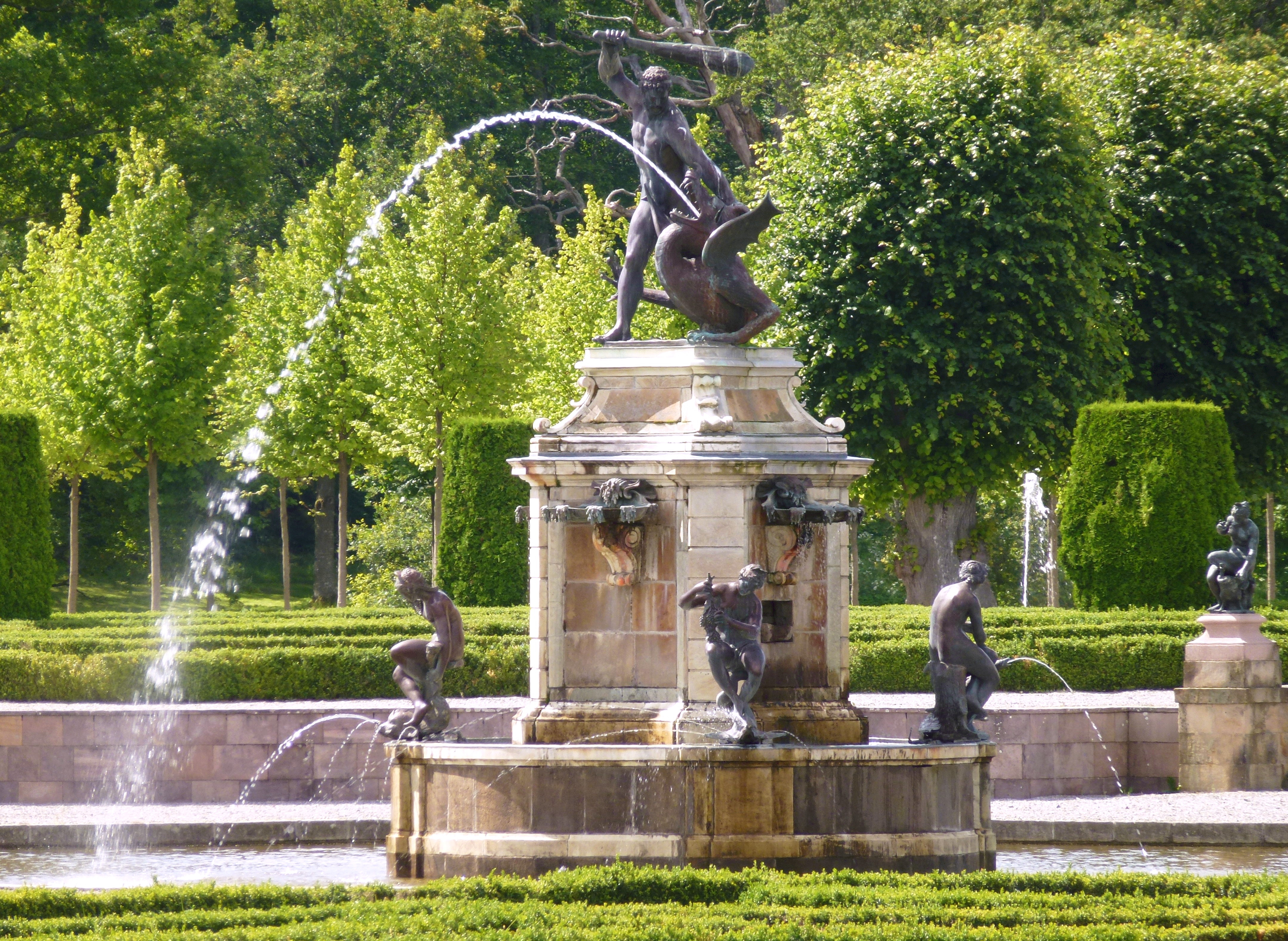
Herkulesfontänen i Drottningholms slottspark.
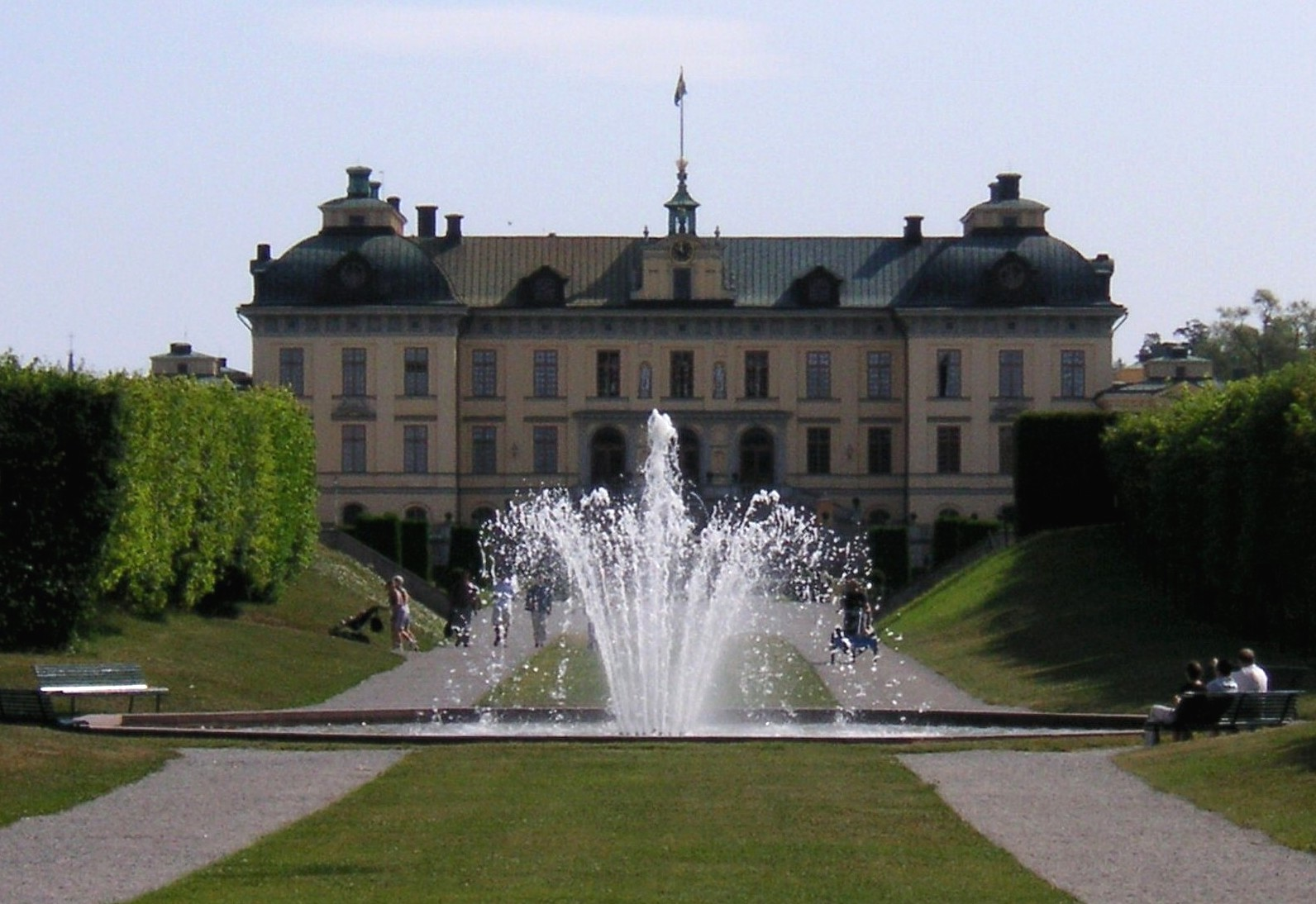
Fontänen Kronan  i Drottningholms slottspark.

## Möbler, förlagor och dekorationer

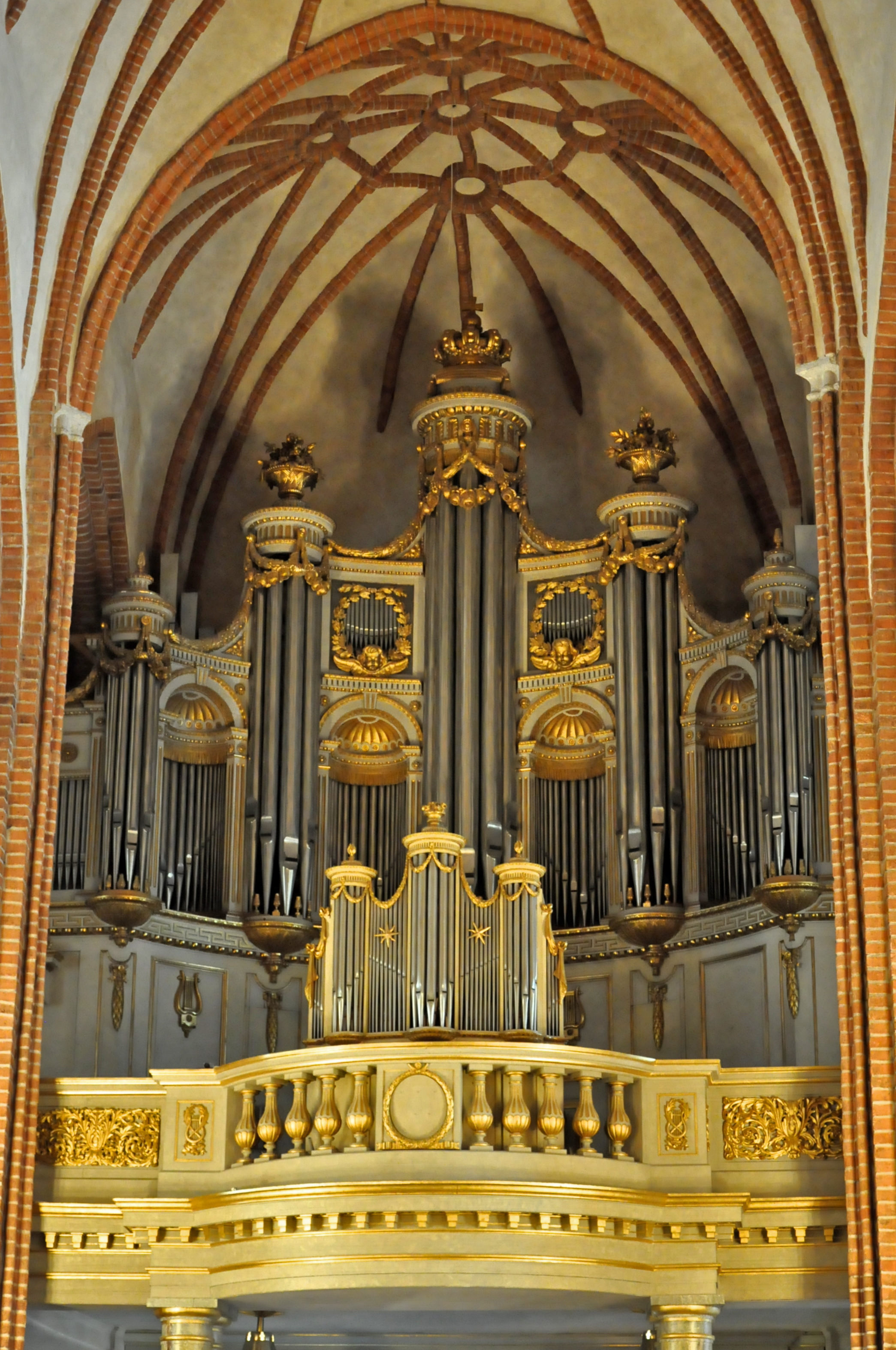
Caspar Schröder dekorerade Storkyrkans orgelfasad.

Caspar Schröder skapade diverse möbler och förlagor för dörrinfattningar. Han dekorerade Storkyrkans orgelfasad 1697–1698 och han tillverkade lejonmasker till Stockholms slotts borggårdsfasad. Åren 1706-1710 påbörjade han arbetet med Karyatiderna på Stockholms slotts västfasader. Den nuvarande orgelfasaden i Storkyrkan i Stockholm är från ett äldre orgelverk från 1789 och den orgel som idag används är från 1960.
Omkring tio år senare, år 1696, rekommenderade Schröders kollega, bildhuggaren Burchard Precht, som var jämngammal men skickligare och mer framgångsrik, honom till borgerskap i Stockholm. Burchard Precht var då mycket lovande och han blev mest känd för sin predikstol i Storkyrkan i Stockholm. Caspar Schröder arbetade troligen under tiden fram till dess till största delen med mindre arbeten som möbler, vapensköldar och vapenlister med mera. Då Caspar Schröder fick sitt borgerskap för att bedriva näringsverksamhet, handel och hantverk i Stockholm blev det inte någon större förändring i antalet arbeten. Det berodde troligen på att Nicodemus Tessin d.y., som var ansvarig för utsmyckningen av slottet Tre Kronor och senare för byggnationen av det kungliga slottet, föredrog att rekrytera konstnärer från Frankrike. Produktionen i Schröders ateljé var troligen, liksom Prechts, ofta mer av vardagligt slag, såsom ramlister, möbler och begravningsvapen. För Schröder och hans kollegor i Stockholm vittnar en supplik (bön), som sannolikt var riktad till Nicodemus Tessin d.y. 1696, om att införseln från utlandet av bildhuggeriarbeten hämmade beställningarna.
Han arbetade i besvärlig konkurrens med de franska konstnärer, som inkallats för konstnärlig utformning av Stockholms slott. Hans skicklighet som porträttskulptör framgår i marmorbysten av Karl XI som finns på Uppsala universitet. Inga andra liknande verk finns bevarade, men delar av hans produktion av kyrkoinredningar skulpterade i trä finns bevarade.

## Altaruppsatser
För Mariefreds kyrka utförde han 1689 en ny altaruppsats som ansluter till altaruppsatsen i Riddarholmskyrkan, det är en förenklad upplaga av den stora altaruppsatsen där. Altaruppsatsen i Mariefreds kyrka uppsattes 1690.
Schröder skulpterade altaruppsatser till Piteå landsförsamlings kyrka, Öjeby kyrka 1704, Hammarby kyrka i Uppland 1704, Vimmerby kyrka 1704 och Rättviks kyrka 1705.
Altaruppsatsen i Öjeby kyrka i Piteå landsförsamling är ett träsnideriarbete utfört av Caspar Schröder, som då var verksam i Stockholm. Uppsatsen inköptes 1704. Snideriet är utfört i romersk barockstil och föreställer den uppståndne Kristus med korset, flankerad av änglar. Under Kristus finns en målning föreställande den sista nattvarden. Altaret placerades 1811 i hörnet mellan de östra och södra korsarmarna. Kyrkobyggnaden Öjeby kyrka ligger i Piteå kommun. Den är församlingskyrka i Piteå församling, Luleå stift, och har tidigare varit Piteå landsförsamlings kyrka. Piteå landsförsamling var på 1700-talet en församling i Luleå stift och senare i Piteå kommun. Församlingen hade bildats redan på 1320-talet genom utbrytning ur Skellefteå landsförsamling under namnet Piteå församling och detta namnbyte genomfördes 1686. Öjeby kyrka är en korskyrka, vars äldsta delar tillkom omkring år 1500.
I början av 1700-talet utförde han ett par altaruppsatser i tidens smak, i Vimmerby kyrka i östra Småland (troligen 1701) och i Rättviks kyrka i Dalarna (1705), båda med den uppståndne Kristus som huvudfigur och som sidofigurer två änglar. Den nuvarande Vimmerby kyrka uppfördes 1854-1855 och ersatte Karolinerkyrkan i sten från 1685, men i Vimmerby har det funnits kyrkor åtminstone sedan början av 1200-talet, vilket medeltida inventarier i den nuvarande kyrkan uppvisar. Från den gamla kyrkan överfördes flera äldre inventarier. Den gamla altaruppsatsen i Vimmerby kyrka som skänktes till kyrkan 1701 fick följa med från Karolinerkyrkan. Den står sedan 1958 uppställd på södra långväggen. Gamla altaruppsatsen skapad av Caspar Schröder i Vimmerby kyrka från 1701 har tre motiv: korsfästelsen, uppståndelsen och Gud. Den står sedan 1958 uppställd på södra långväggen och skänktes ursprungligen till Karolinerkyrkan, som var föregångare till dagens kyrka, av överste Georg Zelow på Vinketomta och hans maka Christina Dorothea Posse.
År 1709 påbörjade Caspar Schröder altaruppsatsen i Kalmar domkyrka med pompöst bildhuggeri i relief och friskulptur. Altaruppsatsen till Kalmar domkyrka var ritad av Nicodemus Tessin den yngre och färdigställdes efter Schröders död 1710 av bildhuggarmästaren Jacob Sauerberg. I ett intyg, som var utfärdat 1712 omtalas Jacob Sauerberg som mäster av den tyske konstnären David von Krafft, som hade blivit kallad till Sverige 1675. Sauerberg ansökte om ett inrikes pass för att resa till Kalmar. Ändamålet med hans resa till Kalmar var att tillsammans med marmorerare, förgyllare och snickare för att montera altartavlan i Kalmar domkyrka. Altartavlan hade färdigställts i Stockholm och själva altarmålningen är utförd av David von Krafft, dock efter en komposition av en italiensk konstnär. Altaruppsättningen skulpterades av Caspar Schröder och när Schröder avled 1710 färdigställde Jacob Sauerberg altartavlan.

### Bilder altaruppsatser

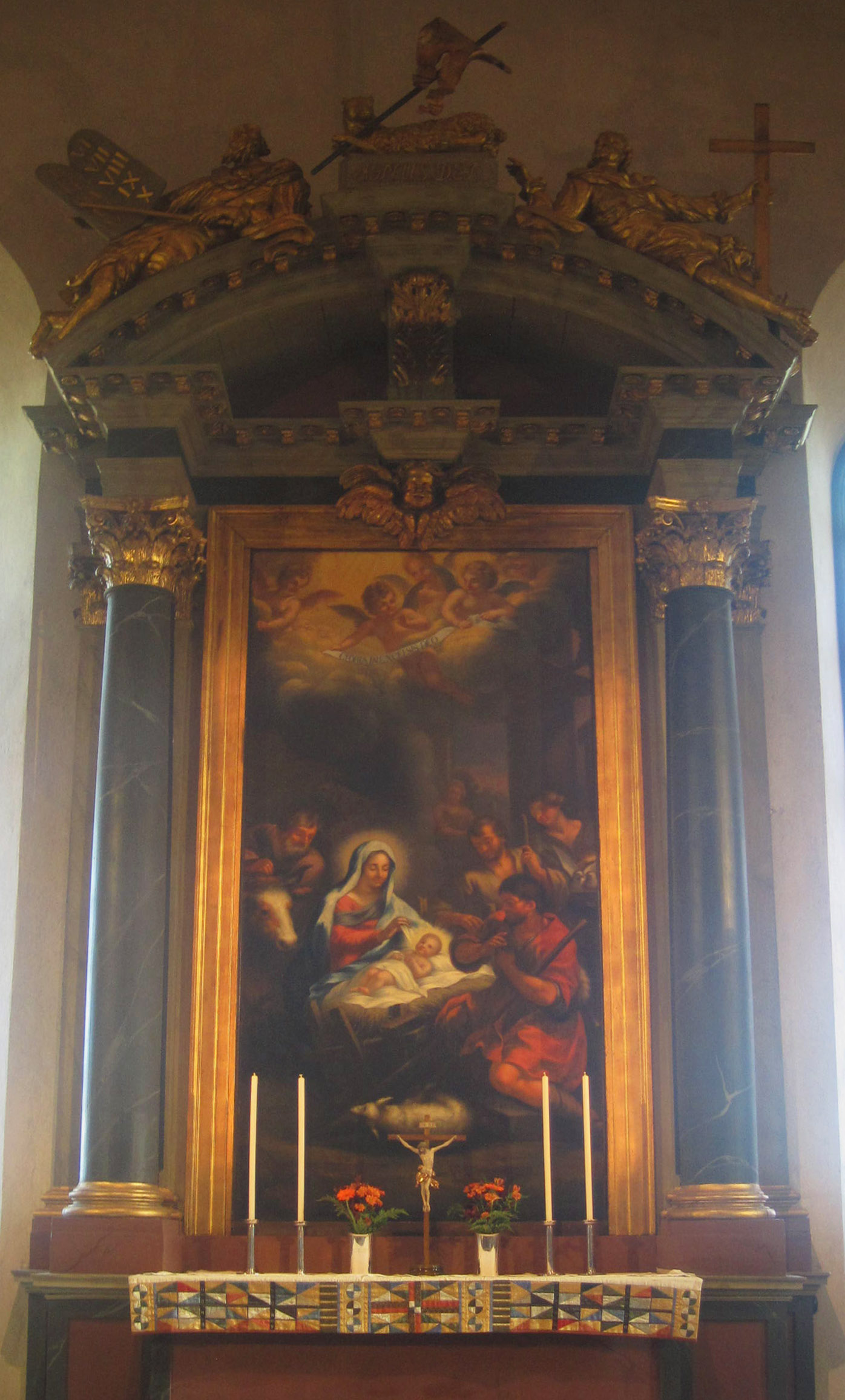
Altaruppsatsen i Mariefreds kyrka skulpterades 1689-1690.
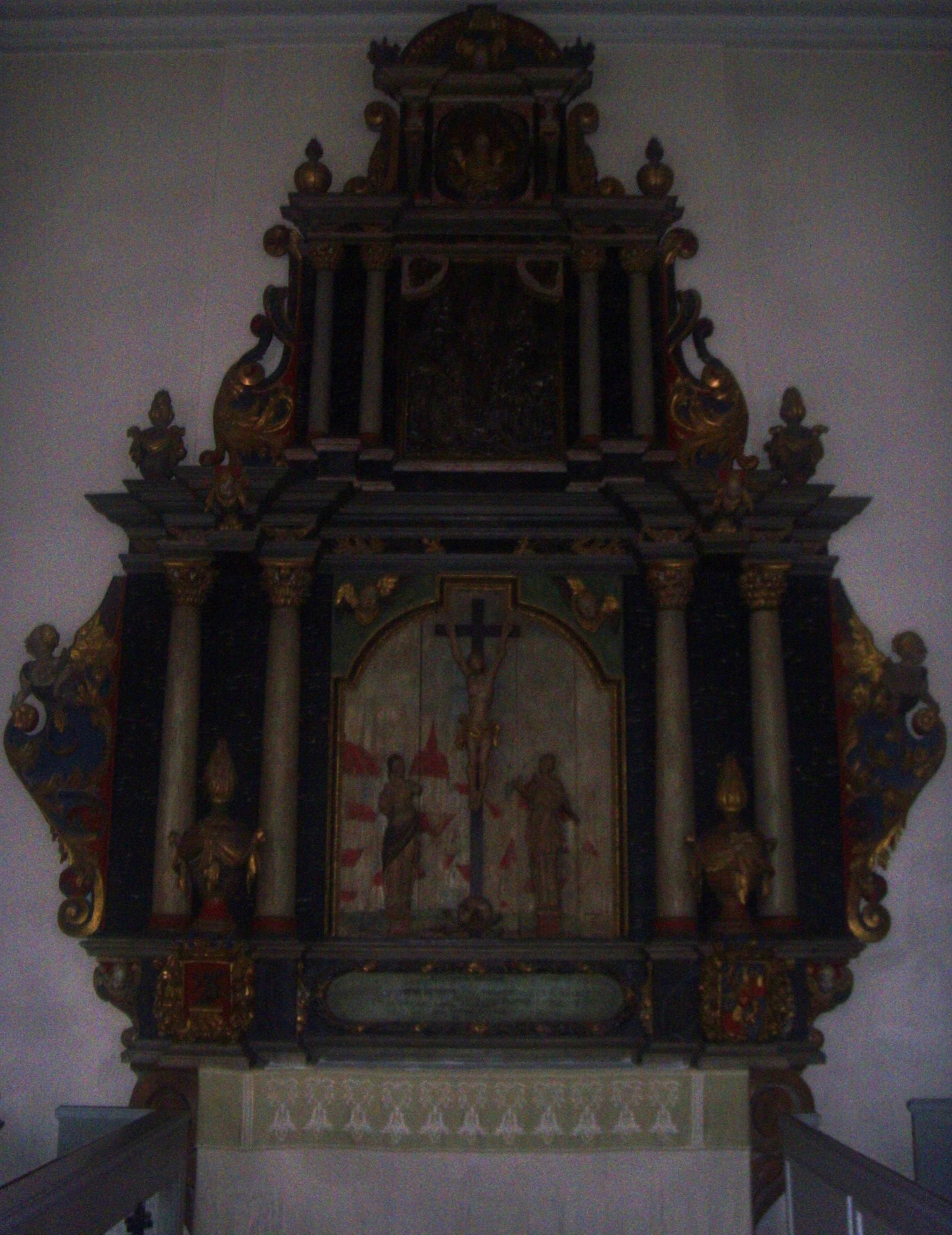
Gamla altaruppsatsen i Vimmerby kyrka från 1701 har tre motiv: korsfästelsen, uppståndelsen och Gud.
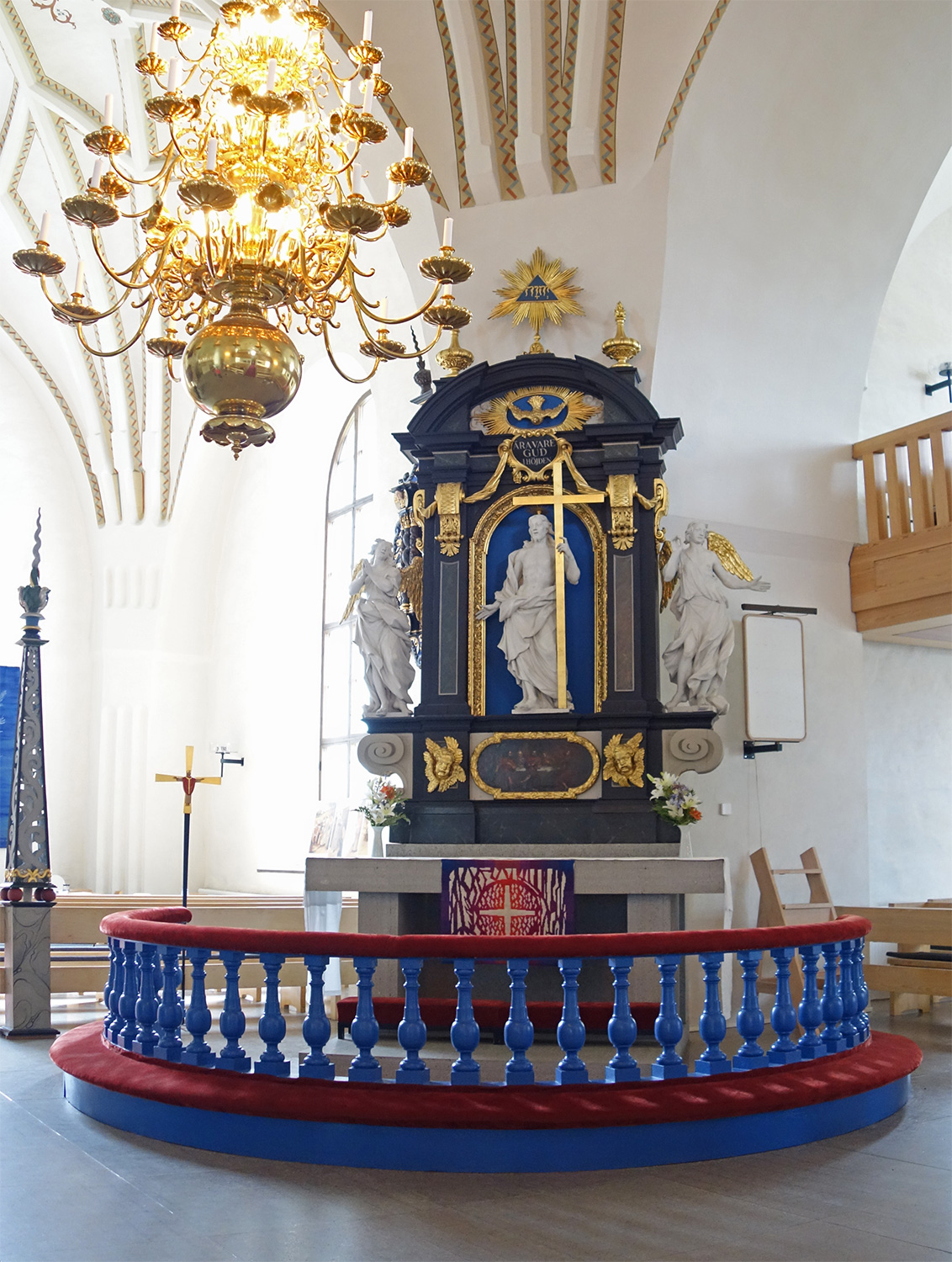
Altaruppsatsen i Öjeby kyrka i Norrbotten är från 1704 och skulpterades i romersk barockstil.
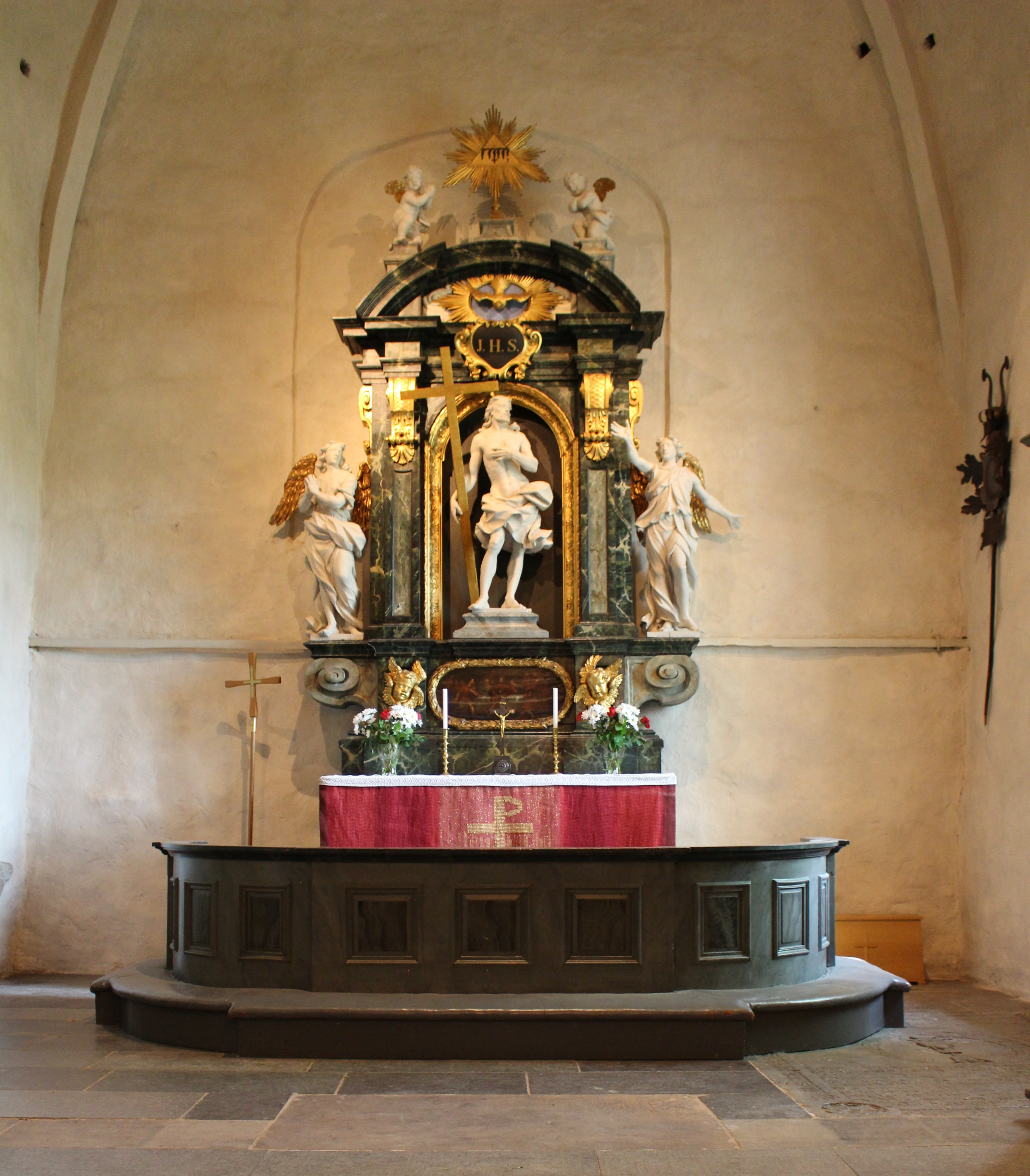
Altare och altaruppsats i Hammarby kyrka i Uppland. Altaruppsatsen är tillverkad 1704 och troligen skuren av Caspar Schröder.
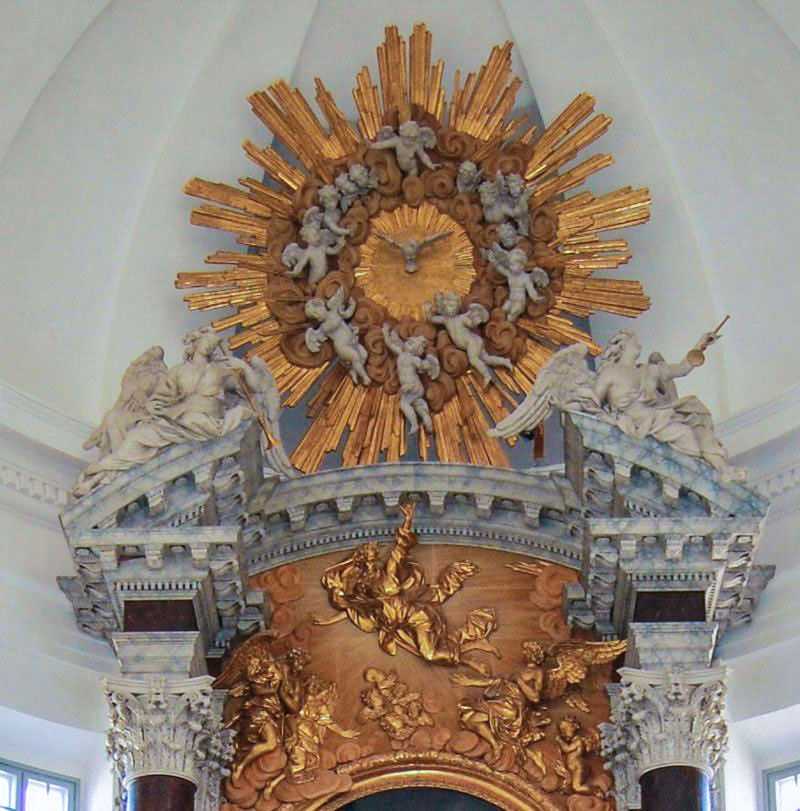
Altaruppsatsens krön i Kalmar domkyrka.

## Dopfunt

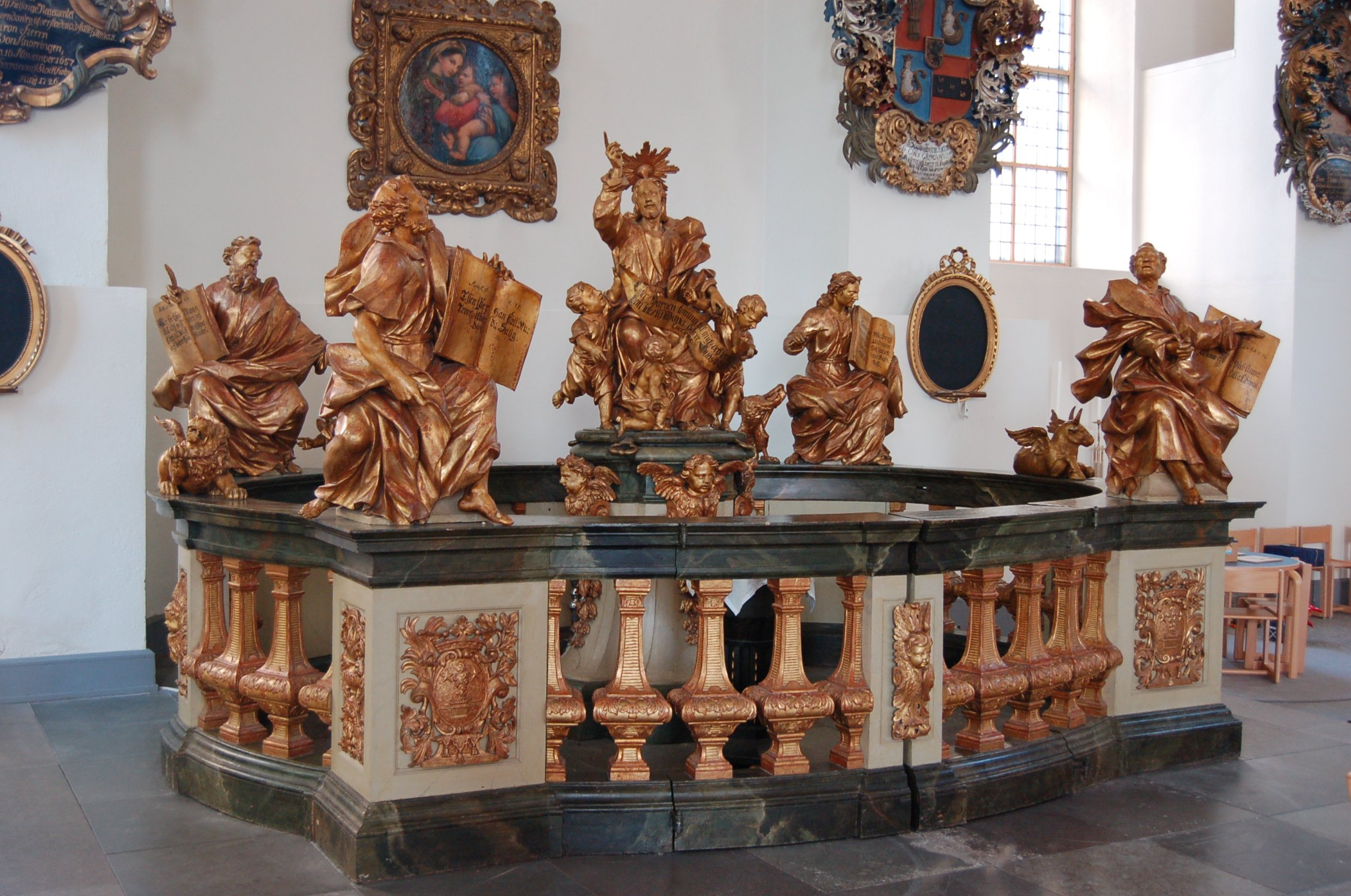
Dopkapellet i Kungsholms kyrka, sänkt till kyrkan 1707, med skulpterat skrank. Komposition med Kristus och de fyra evangelisterna.

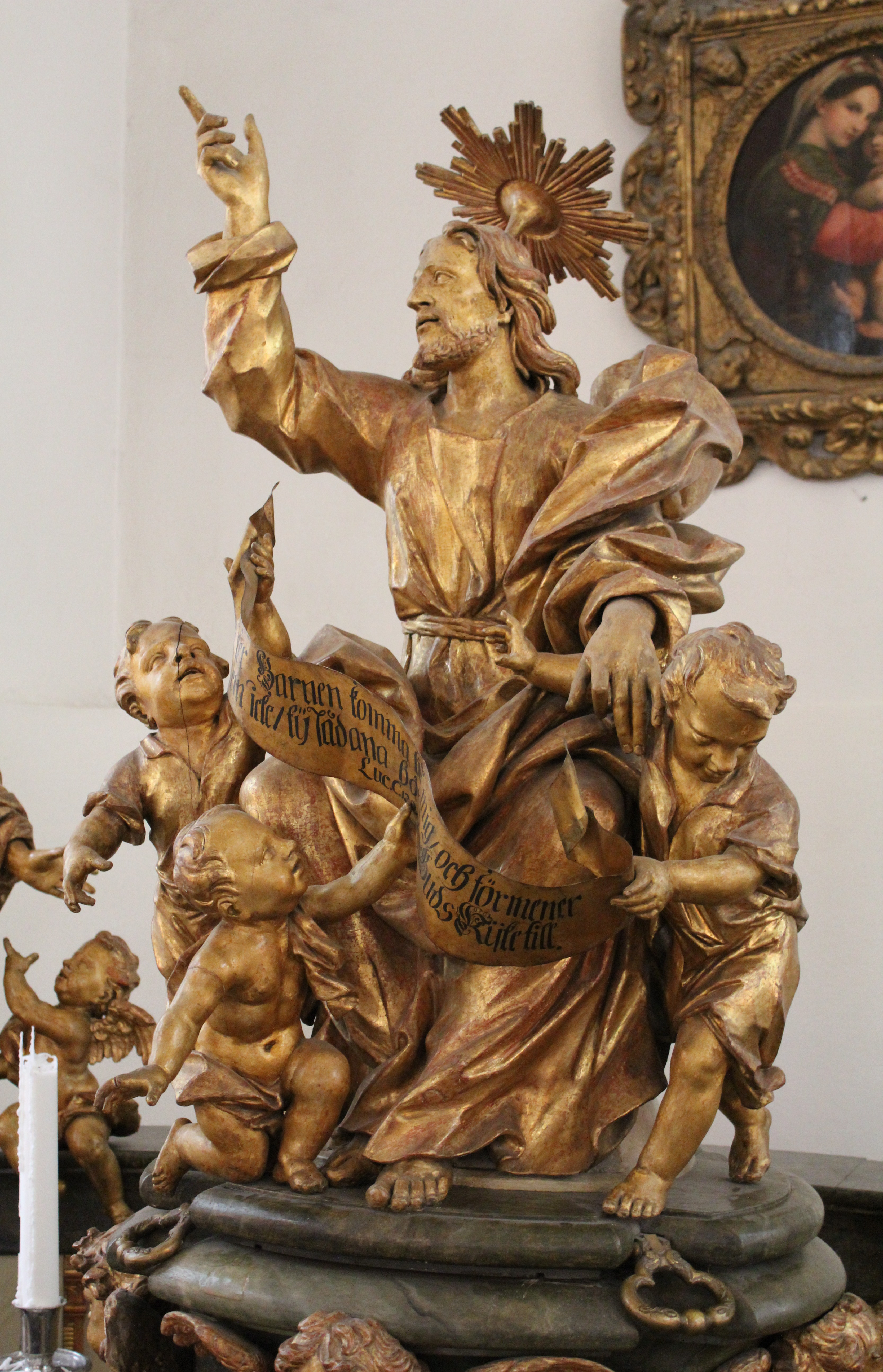
Dopkapellet i Kungsholms kyrka, detalj, på dopfuntens lock sitter Kristus omgiven av barnen.

Det märkligaste i Caspar Schröders produktion är dopaltaret i Kungsholms kyrka uppsatt 1707. Den säregna kompositionen med Kristus och de fyra evangelisterna i friskulptur har sin närmaste förebild i Henri II de Condés gravmonument av Jacques Sarrazin (Jacques Sarazin) (död 1660) i Jesuitkyrkan i Paris (Église Saint Paul-Saint-Louis), den har energiskt hållna karaktärshuvud och svallande, rika draperier.
I Kungsholms kyrka (även kallad Ulrika Eleonora kyrka på Kungsholmen) är det förnämsta inventaiet dopkapellet (baptisteriet) i norra korsarmen, utfört av bildhuggarmästaren och kungsholmsbon Caspar Schröder. Han fullbordade 1706 dopfunten i dopkapellet, som skänktes till Kungsholms kyrka av en fru Elsa Guthermuth, som var änka efter prinsessan Ulrika Eleonoras informator. Kapellet har skulpterat skrank (balustrad, räcke). På dopfuntens lock sitter Kristus, omgiven av barn. I skrankens fyra hörn finns de fyra evangelisterna, som bildar sidogrupper till själv funten, och deras symbolfigurer: Matteus (ängeln), Markus (lejonet), Lukas (oxen) och Johannes (örnen). Sidogrupperna har energiskt hållna karaktärshuvuden och svallande rika draperier.

## Predikstolar

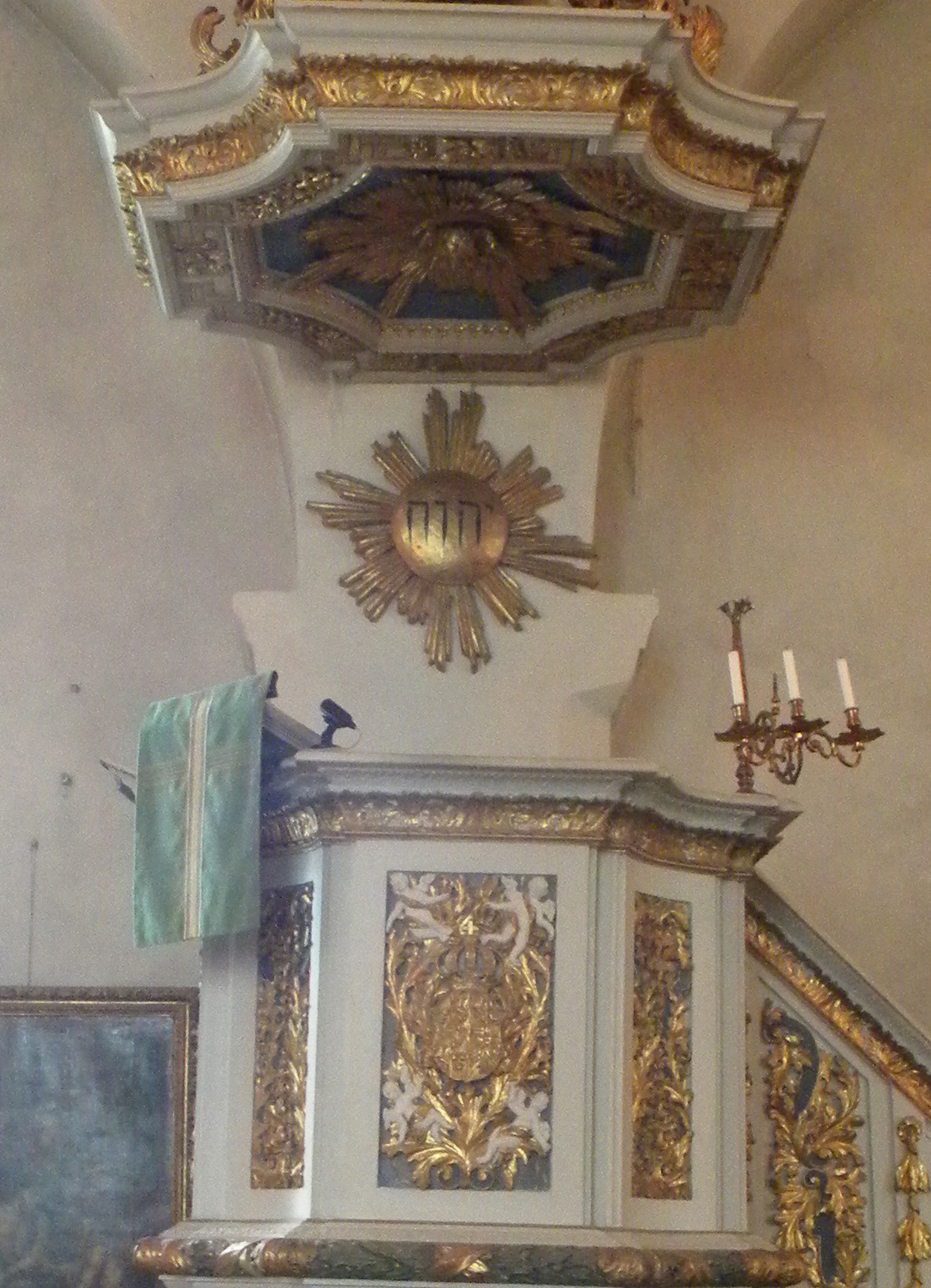
Predikstolen i Mariefreds kyrka från 1701.

Schröder tillverkade predikstolar till Mariefreds kyrka i Mariefred 1701 och till Österlövsta kyrka i Uppland 1710.
I Österlövsta kyrka i nuvarande Tierps kommun i Uppland brände ryssarna upp kyrkan den 25 juli 1719 vid Rysshärjningarna på Ostkusten sommaren 1719 och inredningen och större delen av kalkmålningarna totalförstördes. Även klockstapeln och prästgården brändes upp. Sommaren 1719 brände ryssarna alla städer, byar, gods, gårdar och bruk som fanns mellan Östhammar i norr och Norrköping i söder. Stora delar av den svenska ostkusten ödelades. Sverige var en stormakt i Europa och det fanns många som ville komma åt landets provinser. Den ryska galärflottan var samlad för ett anfall mot Sverige sommaren 1719 och den 11 juli låg de första fientliga fartygen vid Kapellskär. Instruktionerna var att härja kusten, men inte "besvära" civilbefolkningen i onödan.  
I Mariefreds kyrka i nuvarande Strängnäs kommun i Södermanland har Caspar Schröder förutom altaruppsatsen (1690) även skapat predikstolen där 1701, med drottning Hedvig Eleonoras vapen utskuret och ljudtaket har hennes krönta monogram överst. Men altartavlan i kyrkan är målad av hovmålare Hans Georg Müller (Hans Georg Jürgen) (Möller, Müller). "Högt över stadens invånare reser hon sig med sin höga spetsiga spira." En gång låg det gamla kartusianklostret Pax Mariae, Mariefreds kloster, här. Klostret uppfördes på den höjd där nu Mariefreds kyrka ligger, mitt emot Gripsholms slott. På väggarna i kyrkan finns många konstverk, flera utförda av hovmålaren Georg Engelhard Schröder.  

## Gravkor och epitafier

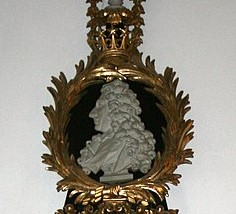
Caspar Schröders porträttrelief över fadern, borgmästare Christopher Schröder på epitafiet i Carl Gustafs kyrka i Karlshamn (1702).

Porträttbysten av Jacob Johan Hastfer (1647-1695) i gravkoret i Västra Vingåkers kyrka i Södermanland är huggen av Caspar Schröder. Den är tillkommen senast 1686 och är i så fall det tidigast kända verket av honom. Kanske utförde han bysten strax före 1686, då Hastfer blev guvernör i Riga, där han dog som generalguvernör över Livland 1695.
Av Schröders bevarade gravkonst märks ett epitafium över fadern, borgmästaren i Karlshamn, Christopher Schröder (1628-1699). Christopher Schröder ansåg att en ny kyrka behövdes. De styrande och borgerskapet höll med om detta. 1686 var grunden till större delen klar då en konflikt uppstod om man skulle bygga en stenkyrka eller korsvirkeskyrka och arbetena på kyrkan avstannade. Först 1693 (årtalet som finns på kyrkans södra yttervägg) var kyrkans murar klara. Borgmästare Christopher Schröder avled 1699 och kyrkan stod klar tre år senare. Den 26 oktober 1702 invigdes den nya kyrkan av stiftets biskop. Men kyrkan var då långt ifrån fullbordad, Caspar Schröder skulpterade ett epitafium över fadern och det uppsattes omkring 1702 eller något senare. Sonens minnesmärke över fadern blev sålunda den nyinvigda kyrkans första prydnad av rang. Epitafiets komposition och detaljer bekräftar att det är ett verk av en framstående mästare. Framför allt vittnar porträttreliefen om Caspar Schröders talang som porträttist. De sörjande änglabarnen är subtilt modellerade och kan räknas till de bästa skapelserna inom denna genre i Sveriges barockskulptur. Epitafiet är hållet i grått, svart och guld, och denna spartanska färgskala bidrar till att ge epitafiet en kylig monumentalitet.
Vidare skulpterade Schröder epitafier över Lars Pedersen (död 1679) i Västerås domkyrka, som var brukspatron i Semla bruk i Fagersta, uppsatt 1686, och Zacharias Halling (1731-1795) i Kungsholms kyrka. Zacharias Halling var drottningens köksmästare. I Kungsholms kyrka utförde Caspar Schröder även dopkapellet.

## Bildgalleri gravkor och epitafier

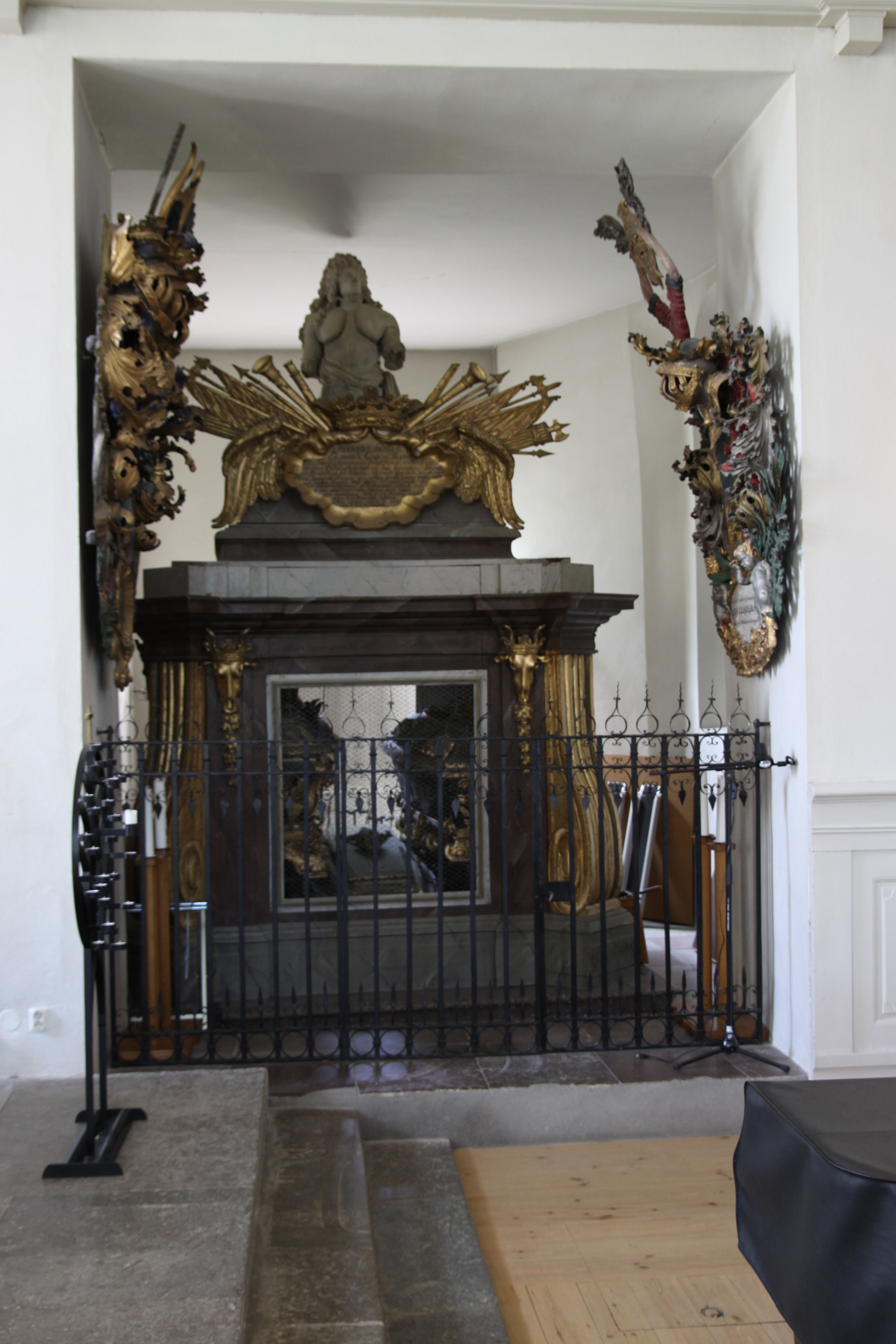
Jacob Johan Hastfers gravkor i Västra Vingåkers kyrka med marmorbyst skulpterad av Caspar Schröder.
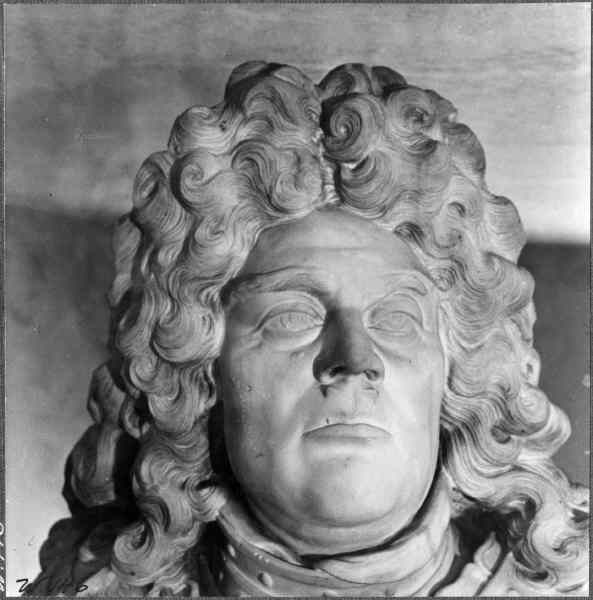
Detalj av marmorbyst föreställande Jacob Johan Hastfer i gravkor över Jacob Johan Hastfer i Västra Vingåkers kyrka. Hastfer var generalguvernör över Livland 1687-1695.
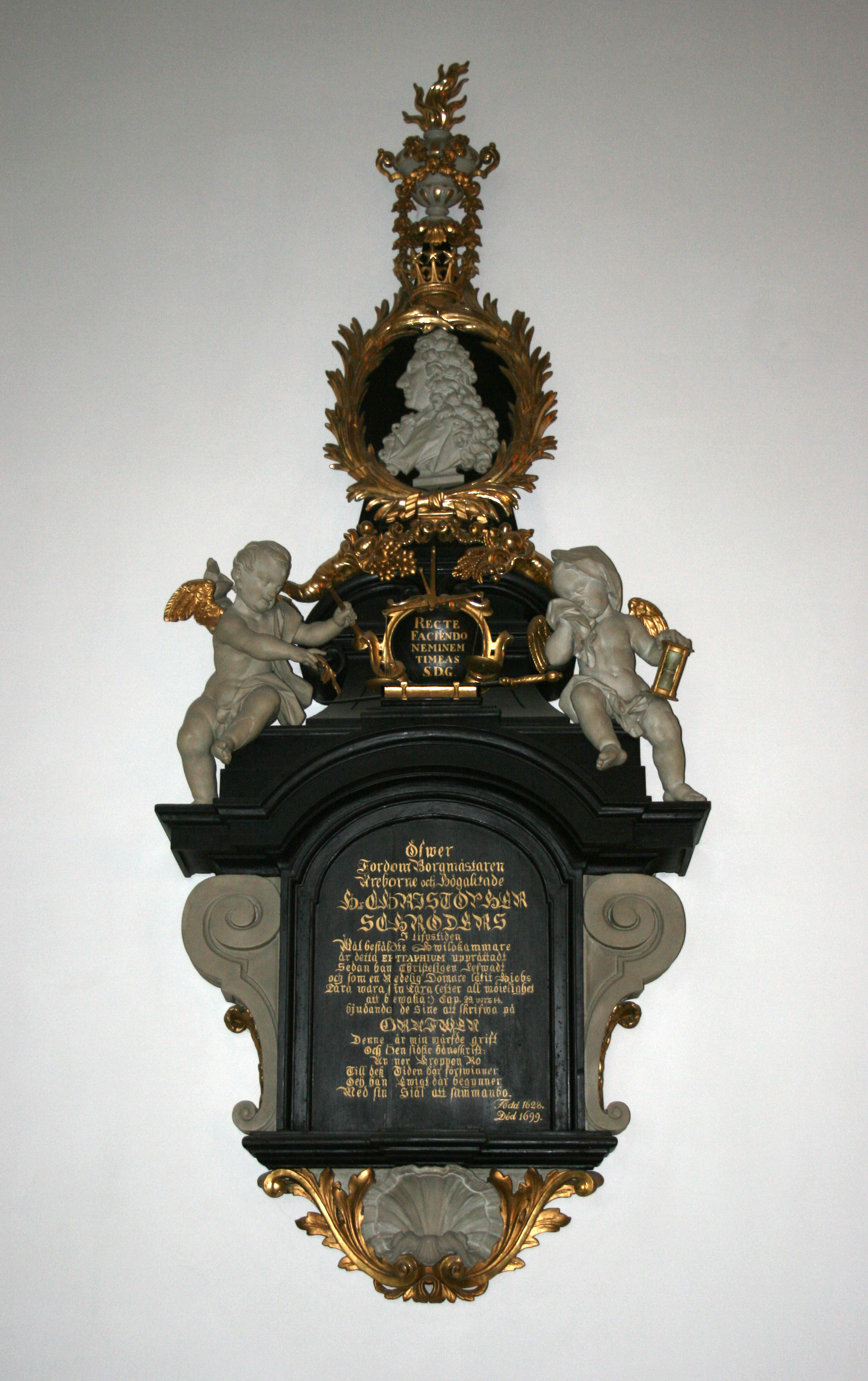
Epitafium över fadern, borgmästare Christopher Schröder, i Carl Gustafs kyrka i Karlshamn, från 1702.
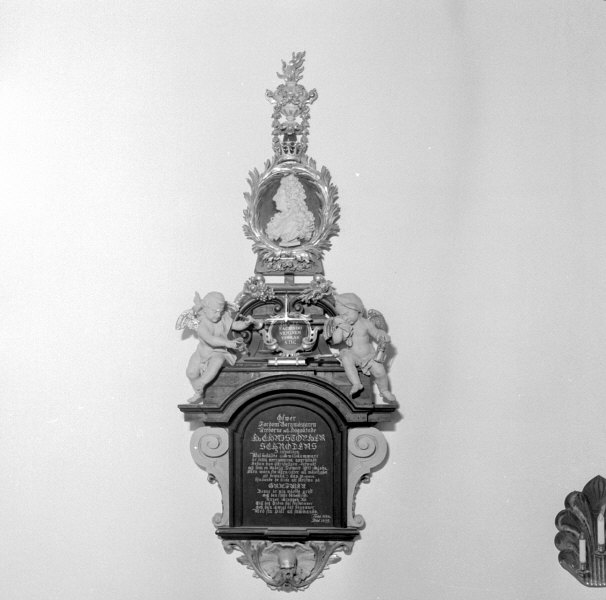
Epitafium över borgmästare Christopher Schröder (1608-1699) i Carl Gustafs kyrka i Karlshamn, från 1702. Överst på epitafiet syns Christopher Schröders porträttrelief.
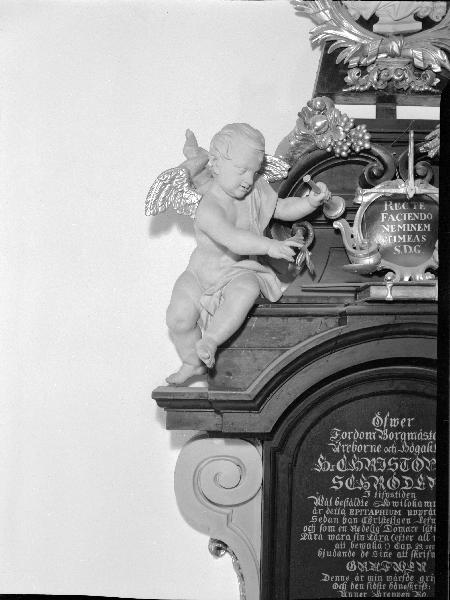
Detalj av epitafiet över Caspar Schröders far, borgmästare Christopher Schröder, i Carl Gustafs kyrka, Karlshamn.
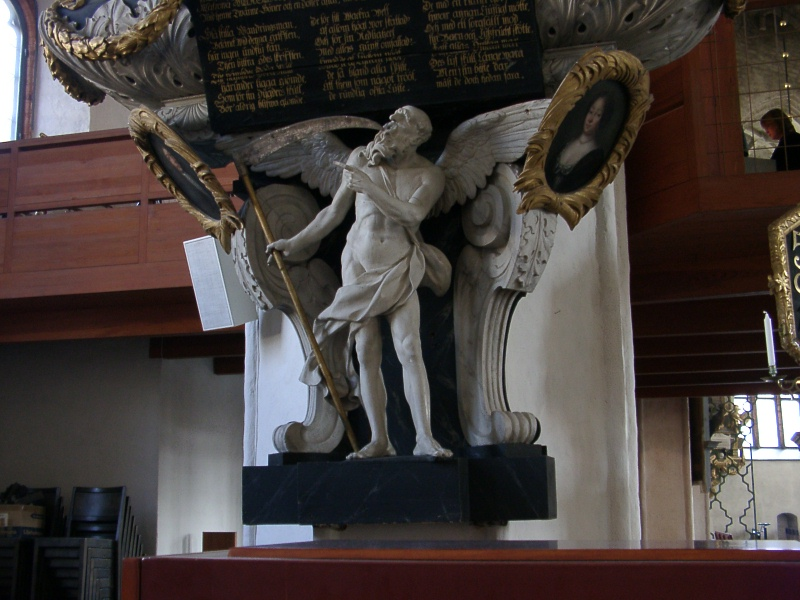
Epitafium över brukspatron Lars Pedersson (död 1679) på Semla i Fagersta i Västerås domkyrka. Detalj.
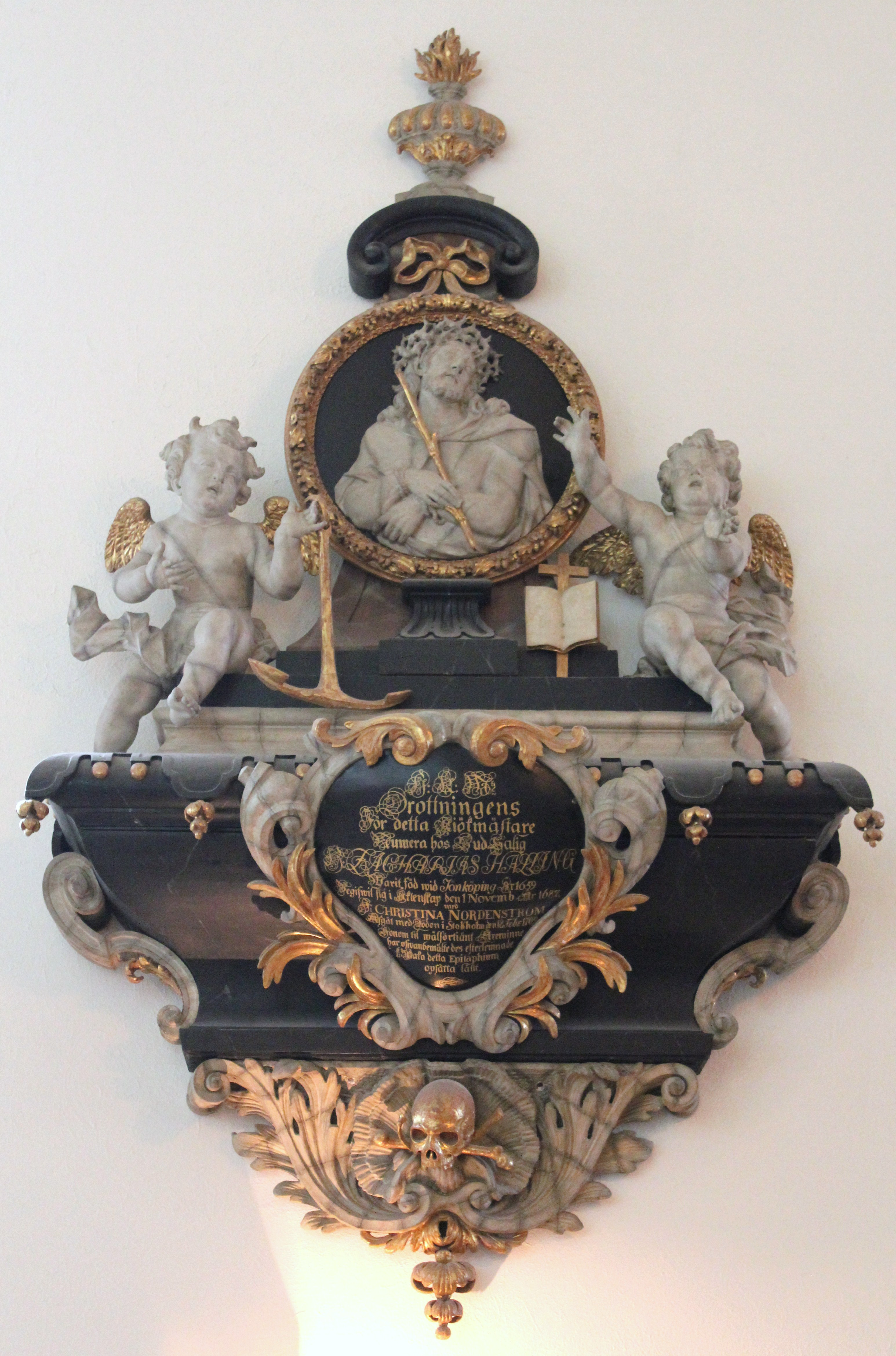
Epitafium över Zacharias Halling (1731-1795) i Kungsholms kyrka.

I den svenska konsthistorien får nog Caspar Schröder anses som en relativt obetydlig bildhuggare. Även om Schröder produktion har skiftande kvalitet och mycket kan anses vara verkstadsarbeten framträder han i sina bästa verk som en av de betydelsefullaste bildhuggarna under det sista skedet av Sveriges stormaktstid. Hans styrka låg i porträttkonsten där han visar på en stor karakteriseringsförmåga och teknisk skicklighet. Att han inte utnyttjade sin talang fullt ut på alla arbeten kan bero på de ekonomiska förutsättningar han arbetade efter. Hur groteskt detta kompromissande med beställarnas smak och ekonomi visar beställningen av altaruppsatsen till Rättviks kyrka som efter att verket var klart begärde utökning med flera ornament som Schröder tillförde på bekostnad av arbetets konstnärliga värde.

## Lejonmaskaroner och karyatider vid Stockholms slott
Åren 1706-1710 hugg Schröder lejonmaskerna, som idag sitter längs fasaderna på Stockholms slotts inre borggård. Han påbörjade också arbetet med Karyatiderna på det Kungliga slottets västra fasad och dessa färdigställs dock av den franska konstnären Charles Guillaume Cousin när Schröder avled 1710.
Caspar Schröder gjorde de 20 st lejonmaskerna, som finns på fasaderna längs den inre borggården på det Kungliga slottet när slottets fasader ännu inte hade nått den höjd där de skulle placeras. Schröder hugg maskerna i sandsten och arbetet utförde han sannolikt på stenhuggarplatsen vid Skeppbroskajen i Stockholm, gjutaren är dock okänd. Schröder hann precis avsluta arbetet före sin död 1710. Det finns en lejonmask över den norra porten och en över den södra porten. Fördelningen av de övriga lejonmaskerna är att det över respektive arkadbåge längs den västra fasaden finns 9 st lejonmasker och över respektive arkadbåge längs den östra fasaden också finns 9 st lejonmasker. Vi vet att han år 1706 hade gjort färdigt de 9 lejonmaskerna längs den västra fasaden.
Slottsarkitekten Nicodemus Tessin d.ä. ville ursprungligen ha betydligt fler utsmyckningar runt de fyra portarna. På vardera sidan om portarna skulle det ha varit hermer och det skulle ha varit portalfönster med sandstensomfattningar, men det blev inte så. Den enda utsmyckningen på den inre borggården blev lejonmaskerna. Lejonmaskerna har sin bakgrund från Gustav II Adolf, som kallades lejonet från Norden, och lejonsymbolen har därefter varit flitigt använd i kungliga sammanhang. Det finns två lejon i det stora svenska riksvapnet, och det finns många exempel med lejon som symbol. För sina lejonmasker hade Schröder troligen romersk konst som förebild. I antikens Rom var det vanligt att dessa masker förekom på förnämare hus och då ofta som dörrklappar. Detta faktum kan förklara varför lejonmaskerna har en ring genom munnen, man använde själva klappen på dörren för att knacka på dörren.
Lejonmaskerna är rent formellt en så kallad maskaron, men eftersom de inte visar ett mänskligt ansikte kan man kalla dem masker istället.

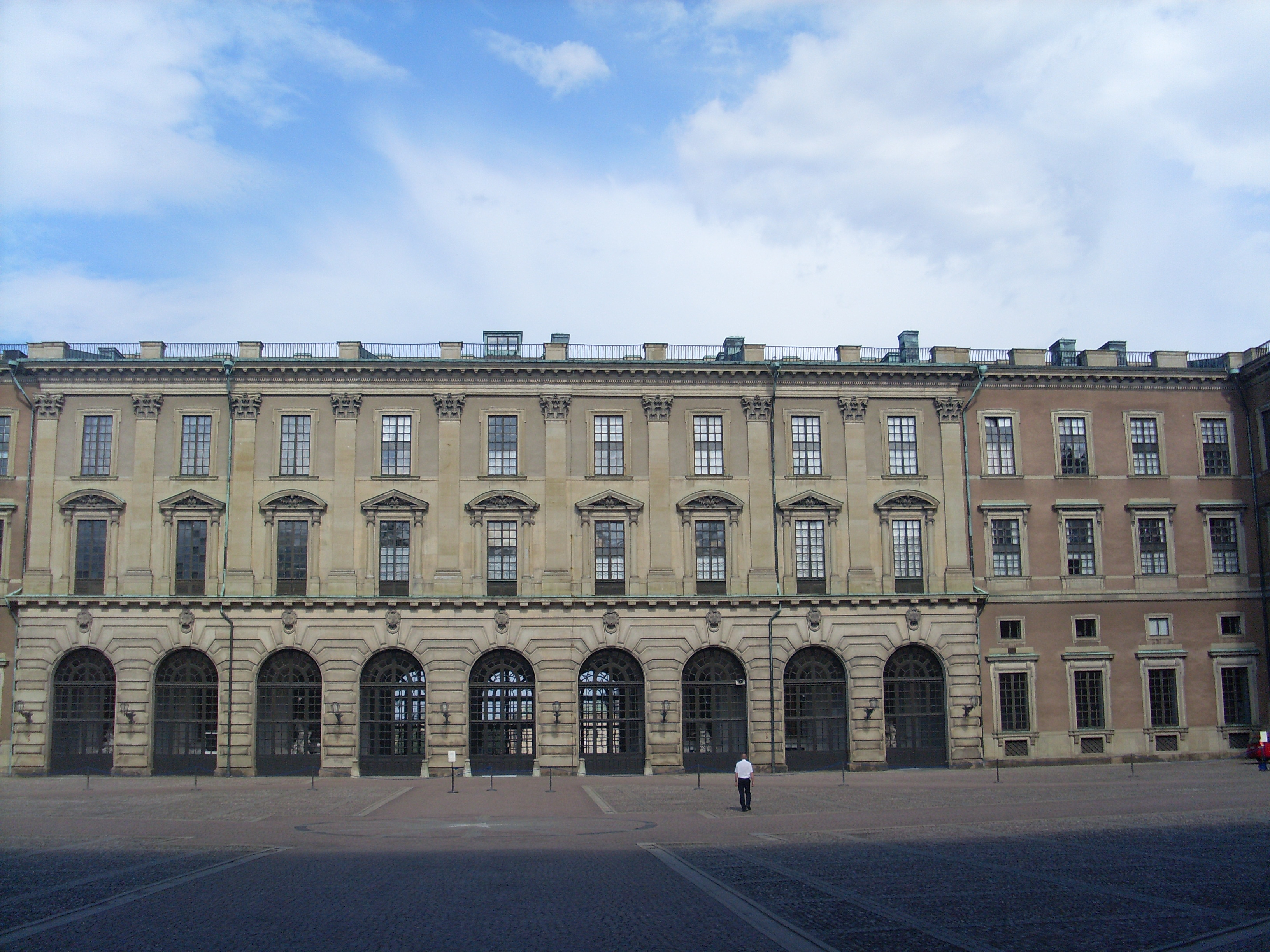
Lejonmaskerna (maskaronerna) på Stockholms slotts fasad vid inre borggården.
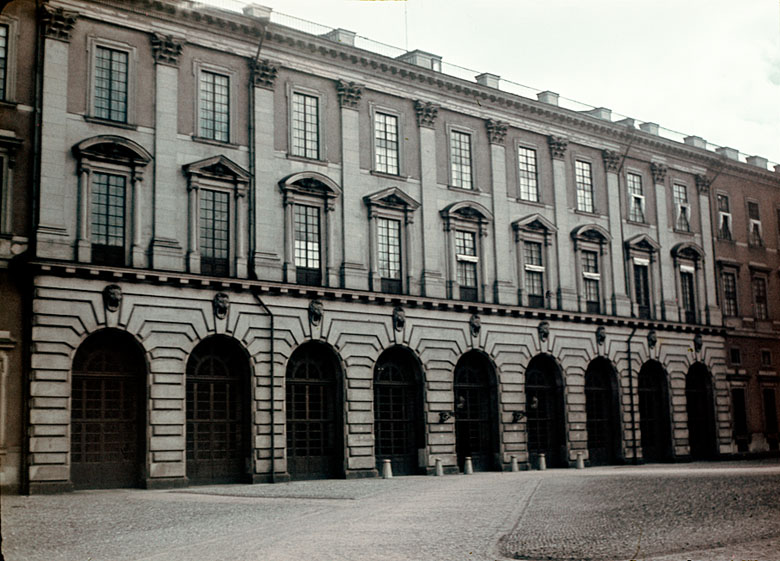
Lejonmaskerna (maskaronerna) på Stockholms slotts fasad vid inre borggården. Fotografi från 1944.
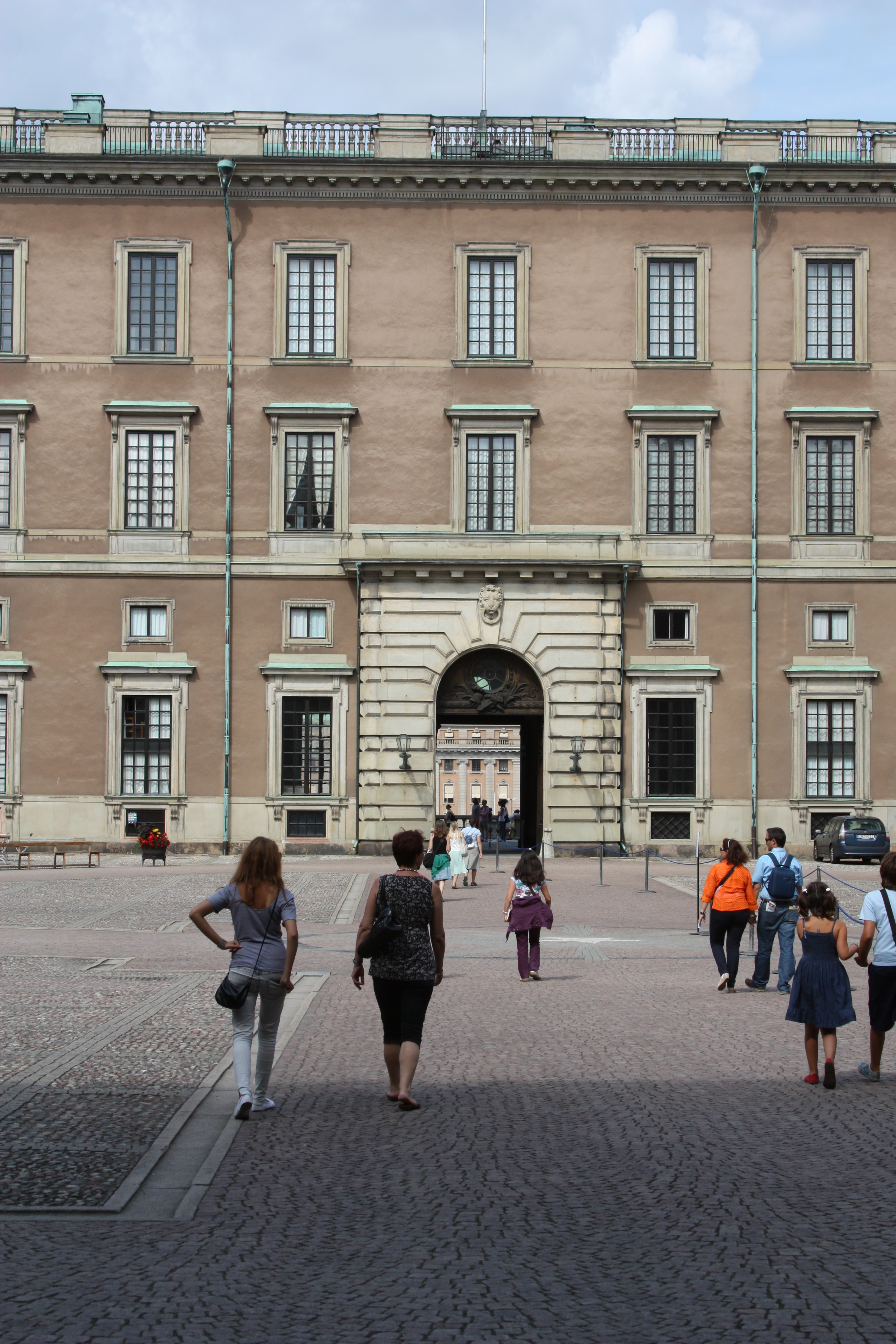
Lejonmaskaron vid norra porten vid Stockholms slotts innergård.
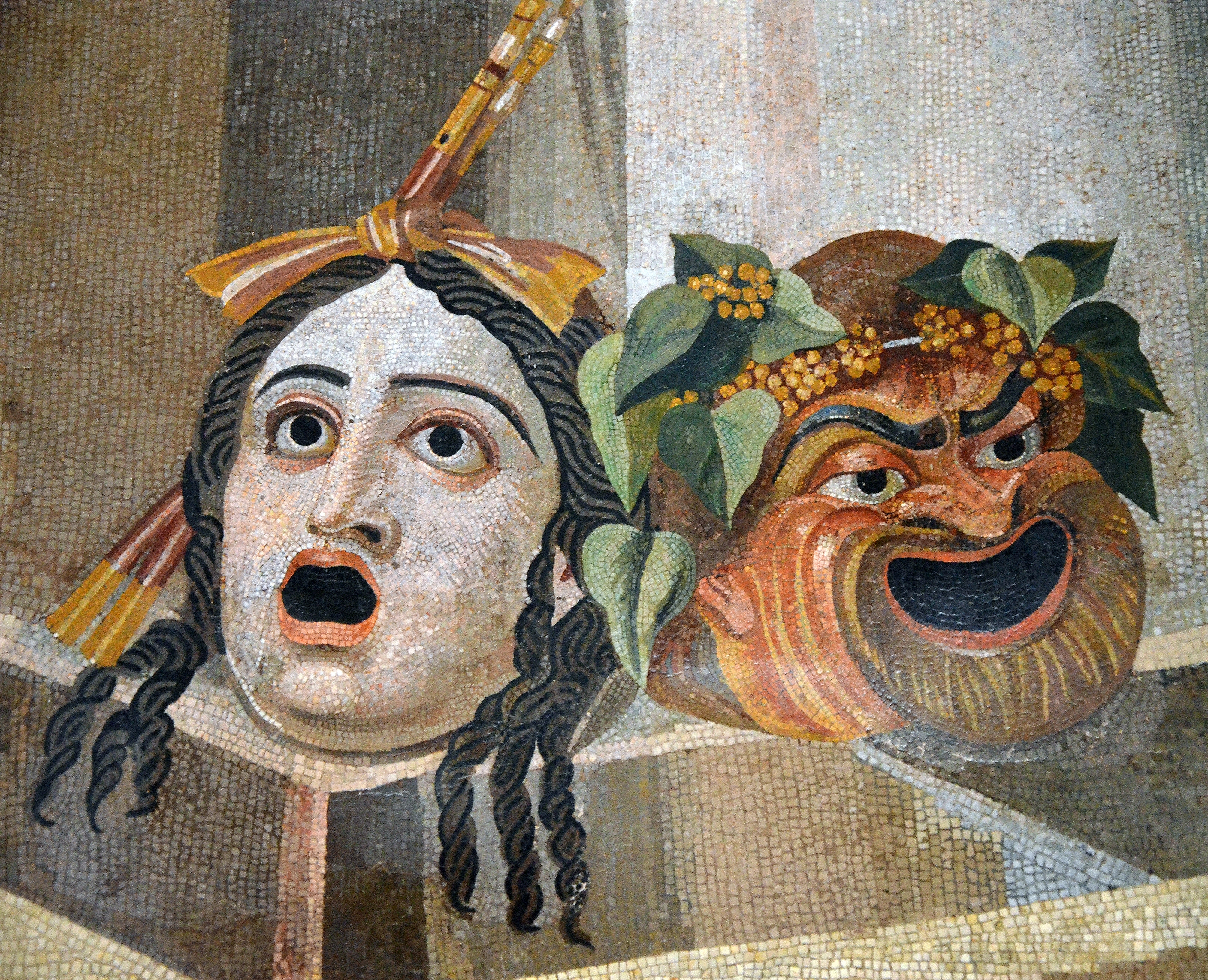
Romersk mosaik föreställande en tragisk och en komisk teatermask.
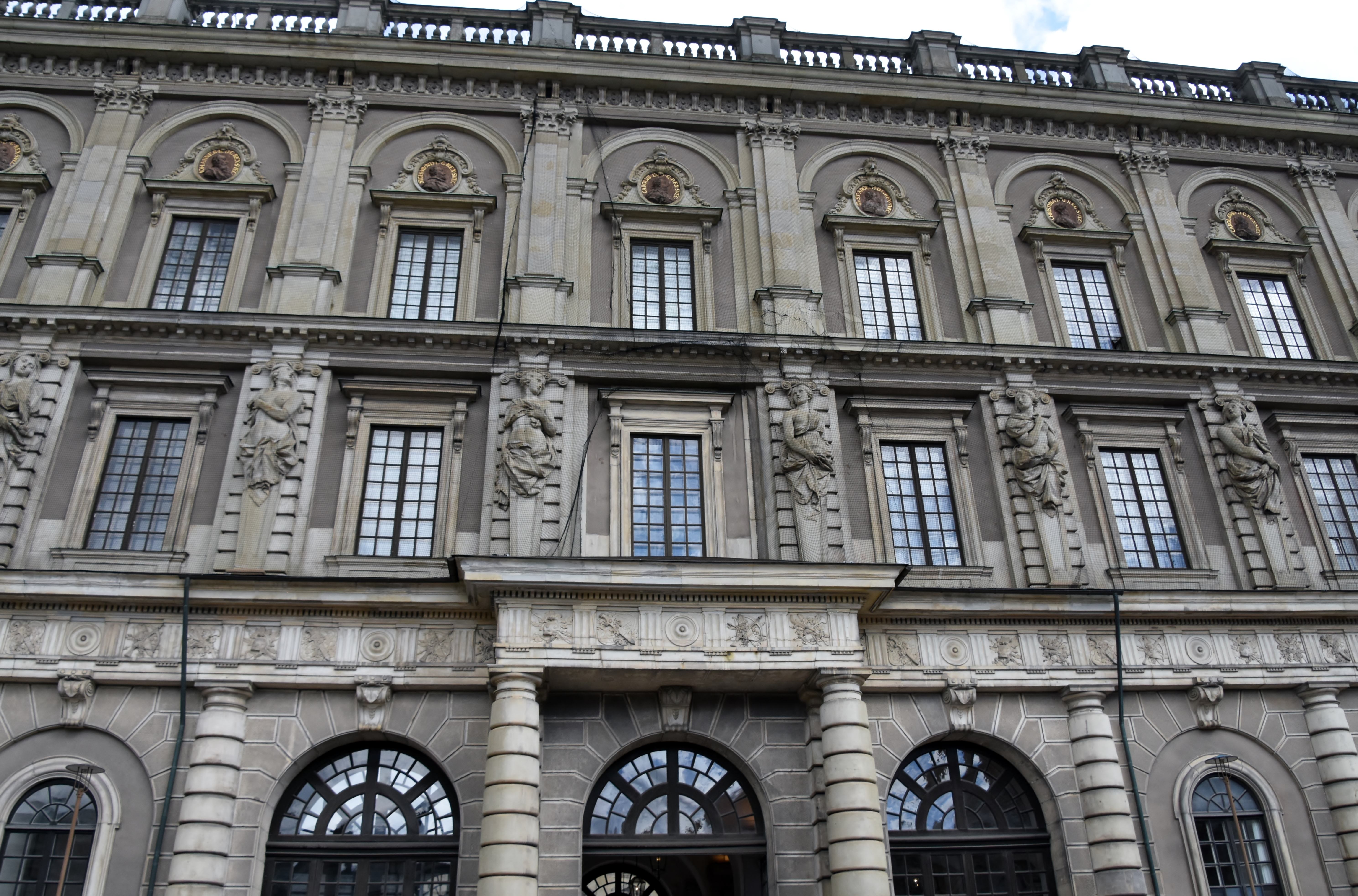
Karyatiderna på Stockholms slotts västra fasad.